# فرانك دوريكس
فرانك دوريكس (بالفرنسية: Franck Durix)‏ (20 أكتوبر 1965 في بيليفيل) لاعب كرة قدم فرنسي معتزل، كان يجيد اللعب في خط الوسط.
بدأ دوريكس مسيرته الرياضية في نادي ليون سنة 1984 ثم انتقل إلى نادي كان سنة 1988 ثم قرر الاحتراف خارج فرنسا وانضم إلى نادي ناغويا غرامبوس الياباني وبعد سنتين انضم إلى نادي سيرفيت السويسري وفي سنة 2000 عاد إلى فرنسا وانضم إلى نادي سوشو وبعد سنة واحدة عاد إلى نادي كان حيث قرر اعتزال لعب كرة القدم نهائيا في سنة 2002.

## روابط خارجية
- فرانك دوريكس على موقع رابطة كرة القدم اليابانية للمحترفين (اليابانية)
- فرانك دوريكس على موقع قاعدة بيانات كرة القدم.إي يو (الإنجليزية)
- فرانك دوريكس على موقع عالم كرة القدم.نت (الإنجليزية)